# Cat Chaser (romanzo)
Cat Chaser è un romanzo noir dello scrittore statunitense Elmore Leonard pubblicato nel 1982.
Dal romanzo nel 1989 è stato tratto l'omonimo film, diretto da Abel Ferrara, distribuito in Italia con il titolo Oltre ogni rischio.

## Trama
(Elmore Leonard, Cat Chaser)
George Moran ha cambiato vita molte volte: nato a Detroit, a diciotto anni si è arruolato nei Marines; ha combattuto nel 1965 durante l'occupazione statunitense di Santo Domingo; è stato colpito da fuoco amico ed è stato fatto prigioniero dalla resistenza dominicana mentre cercava di catturare una giovane cecchina, Luci Palma. Dopo essere stato curato dalla ragazza, è stato liberato dopo alcuni giorni. Rimpatriato, ha trovato lavoro prima come macchinista e poi in un cementificio a Miami. Ha perso la testa per Noel Sutto, essenzialmente per il suo fisico e, dopo averla sposata, è entrato in affari con il suocero, ricco imprenditore edile. Dopo sette anni incapace di adattarsi alla vita da parvenu che la moglie e il suocero conducono a Coral Gabes, divorzia. Dopo aver rilevato un motel di fronte al mare a Pompano Beach, il Coconut Palms, si ricicla a trentotto anni come albergatore.
Nel motel si trasferisce un investigatore privato assoldato da un ex generale dominicano, Andres De Boya, torturatore e capo di squadroni della morte, fuggito negli Stati Uniti per scappare alla vendetta per i suoi crimini. Mentre Nolen Tyner, l'investigatore, sorveglia la sorella dell'ex militare e il suo amante, ha modo di stringere amicizia con Moran scoprendo di essere stato proprio lui, reduce anch'egli, ad aver ferito Moran a Santo Domingo. Andres De Boya, dopo aver dissuaso la sorella e l'amante a frequentarsi, con l'aiuto delle minacce del pericoloso scagnozzo, Jiggs Scully, propone a Moran di vendere il motel per costruire al suo posto una serie di appartamenti. Moran rifiuta la generosa offerta sia perché affascinato dal posto, sia perché ha in profonda antipatia l'uomo, già conosciuto quando in affari con il suo ex suocero. De Boya, tra l'altro, non ha mai nascosto la gelosia nei confronti di Moran, sospettando, a torto, una tresca tra questi e sua moglie, l'affascinante Mary, anch'ella originaria di Detroit.
Moran parte per Santo Domingo, viaggio pianificato da tempo per visitare i luoghi dove aveva combattuto con il suo plotone, i "Cat Chaser" e per ritrovare Luci. Sull'isola caraibica Moran incontra inaspettatamente Mary: i due si scoprono innamorati e iniziano una relazione. Intanto la voce della ricerca di Moran si diffonde a santo Domingo e l'uomo viene avvicinato da Raffi, un sedicente ex rivoluzionario che dice di conoscere Luci e di poterla rintracciare. Tornati negli USA Moran e Mary continuano a frequentarsi anche se il marito della donna sospetta la relazione. Nel frattempo Jiggs Scully ha stretto un accordo con Nolen Tyner; i due vogliono mettere le mani sul denaro che De Boya ha mersso da parte nel caso in cui dovesse fuggire nuovamente e debba avere bisogno urgente di contante. Il piano è di spaventarlo con attentati rivendicati da ipotetici gruppi rivoluzionari in cerca di vendetta contro il torturatore, indurlo a fuggire con il denaro e quindi rapinarlo. Nel frattempo Raffi arriva in Florida e trova ospitalità nel Coconut Palms; sostenendo di aver appreso la morte di Luci, tenta di convincere Moran a regalargli del denaro che dovrebbe servire a mantenere la sorella di Luci, in realtà una giovanissima prostituta con la quale Raffi si accompagna. Moran non cade nell'imbroglio e allontana Raffi dal Motel.
Nolen convince Raffi a partecipare al piano e ad effettuare uno degli attentati ma viene catturato dai sicari di 
De Boya; questi è convinto che anche Moran sia coinvolto e ordina il suo rapimento. Costretto ad assistere inerme all'esecuzione di Raffi, viene quindi liberato. Moran però non si lascia intimidire e non rinuncia a vedere Mary; per questo subisce l'aggressione degli uomini di De Boya che vengono messi fuori gioco dall'ex marine, anche con l'aiuto di Nolen. De Boya si vendica su Mary picchiandola e stuprandola. La donna si prepara a lasciare la casa e abbandonare il marito, non prima di essersi impossessata del denaro nascosto in alcune valigie dall'ex generale, sostituendolo con della carta straccia. Dopo aver a lungo tentato di contattare Mary, il preoccupato Moran telefona alla polizia denunciano la presenza di una finta bomba a casa di De Boya. Approfittando della confusione scatenata, Moran irrompe a casa di Mary fuggendo con lei mentre De Boya, preoccupato per la sua vita, scappa con le valigie seguito da Jiggs Scully. Quest'ultimo approfitta dell'insperata opportunità per uccidere l'ex generale, la sua guardia del corpo e per impossessarsi delle valigie che crede piene di denaro: dopo averle aperte, però rimane deluso trovandole piene di giornali e capisce che Mary e Moran hanno sottratto il bottino. Nolen Tyner cerca di convincere i due amici a restituire il denaro a Jiggs Scully ma Mary non vuole rinunciare a quello che ritiene le spetti di diritto. Jiggs Scully arriva al   Coconut Palms e dopo un confronto con Moran viene da questi freddato con una pistola .45. Moran e Mary si godranno insieme i due milioni e duecentomila dollari.

## Personaggi
George S. MoranTrentottenne, originario di Detroit. Ex marine, è il proprietario di un motel in Florida.
Andres De BoyaEx generale dei Cascos Blancos, gli squadroni della morte dominicani, al servizio di Rafael Leónidas Trujillo, fuggito negli USA per scappare alla vendetta in patria.
Mary De BoyaLa bellissima moglie di Andres, da tempo sospettata dall'uomo di essere l'amante di Moran a causa del loro rapporto di amicizia. Persisi di vista, si ritrovano a Santo Domingo e iniziano una relazione.
Luci PalmaLa "rivoluzionaria" dominicana, allora sedicenne e braccata da Moran. La ragazza lo aveva curato quando l'uomo era rimasto ferito dal fuoco amico.
Rafael "Raffi" AmadoUn dominicano che vive di espedienti e tenta di truffare Moran.
Noel SuttonEx moglie di Moran, figlia di un ricco imprenditore di Coral Gables.
Nolen TynerAnch'egli ha combattuto a Santo Domingo con le truppe aviotrasportate. Svolge piccoli incarichi di sorveglianza per un'agenzia investigativa.
Jerry SheaIl concierge del Coconut Palms, amico di Moran.
Jiggs ScullyAssoldato da De Boya per svolgere lavori sporchi, progetta di rubare all'uomo i soldi da questi accumulati e nascosti.

## Edizioni
- (EN) Elmore Leonard, Cat Chaser, 1ª ed., New York, Avon, 1982.
- Elmore Leonard, Cat Chaser, traduzione di Wu Ming 1, Stile Libero Noir, Torino, Einaudi, 2005, ISBN 88-06-17919-5.